# Massimo Cassano
Massimo Cassano (ur. 3 lutego 1965 w Bari) – włoski polityk, działacz samorządowy, senator, podsekretarz stanu w rządach Matteo Renziego oraz Paola Gentiloniego.

## Życiorys
Ukończył nauki polityczne na Uniwersytecie w Bari. Pracował jako doradca podatkowy, zajął się też prowadzeniem własnej działalności gospodarczej. Został członkiem Rotary International i przewodniczącym stowarzyszenia kulturalnego.
W wieku 19 lat wstąpił do Chrześcijańskiej Demokracji. Działał w organizacji młodzieżowej chadeków, a także w samorządzie dzielnicowym. W 1998 przyłączył się do partii Forza Italia (pełnił m.in. funkcję zastępcy koordynatora regionalnego). W 2009 wraz z całym ugrupowaniem współtworzył Lud Wolności. W 2005 i w 2010 uzyskiwał mandat radnego regionalnego w Apulii, był wiceprzewodniczącym frakcji radnych PdL. W wyborach w 2013 został wybrany w skład Senatu XVII kadencji. W tym samym roku przeszedł do Nowej Centroprawicy, którą powołał wicepremier Angelino Alfano. W 2014 powierzono mu urząd podsekretarza stanu w resorcie pracy. Pełnił tę funkcję do 2017. W tym samym roku dołączył do partii Forza Italia, a w 2022 związał się z ugrupowaniem Azione.